# 波爾塔瓦-基輔車站
波爾塔瓦-基輔車站（烏克蘭語：Полтава-Київська）是位於烏克蘭波尔塔瓦的一座鐵路車站，啟用於1901年。在第二次世界大戰期間，車站被毀壞，新的車站建築於1955年建造。戰後在車站附近興建了一批以食品業為主的工業企業，使車站作為大型貨運站的地位進一步提高。2002年，車站再度重建。

## 服務
波爾塔瓦-基輔車站是波爾塔瓦的一個輔站，主要服務於基輔方向的列車。波爾塔瓦的主要火車站是波爾塔瓦南站。兩站之間的距離是6.5公里